# Wladimir Borissowitsch Gabulow
Wladimir Borissowitsch Gabulow (russisch Владимир Борисович Габулов; kurz englisch Vladimir Gabulov; * 19. Oktober 1983 in Ordschonikidse, Nordossetische ASSR, Sowjetunion) ist ein ehemaliger russisch-ossetischer Fußballtorwart. Der ehemalige russische Nationalspieler stand zuletzt beim belgischen Klub FC Brügge unter Vertrag.
Wladimir Gabulow begann seine Profilaufbahn 16-jährig bei damaligen Drittligisten FK Mosdok aus Mosdok. Durch seine Leistungen dort und in der Jugendnationalmannschaft Russlands wurde der Trainer des Moskauer Clubs Dynamo Gassajew auf ihn aufmerksam und holte ihn 2001 in die Premjer-Liga, in der Gabulow erst 17-jährig auf Anhieb Stammkeeper werden konnte. Als Gassajew in der Mitte der Saison den Klub verließ, suchte auch Gabulow sich einen neuen Klub: Alanija Wladikawkas aus seiner Heimatstadt, wo er zweieinhalb Jahre als Stammtorhüter agierte.
Zur Saison 2004 wurde Gabulow wieder von Gassajew nach Moskau geholt, diesmal zum Armeesportklub ZSKA. Bei ZSKA musste er jedoch hinter dem gerade 18-jährigen Akinfejew zurücktreten und war während seiner gesamten dreijährigen Zeit lediglich Ersatzmann. Während der beiden Meisterschaftsjahre 2004 und 2006 kam er nur jeweils einmal in der Liga zum Einsatz, beim UEFA-Pokalsieg 2004/05 kam er gar überhaupt nicht zum Einsatz, weshalb er nach der Saison 2006 den Club verließ und zu Kuban Krasnodar wechselte.
Trotz seiner guten Leistungen im Tor – er wurde in die Liste der besten 33 Spieler der Premjer-Liga gewählt – stieg Kuban nach der Saison 2007 ab. Der Verein verlieh ihn für die nächste Saison an den Premjer-Liga-Club Amkar Perm, mit dem er das Finale der russischen Pokals 2007/08 erreichte, bevor er während der Vorbereitung zur Euro 2008 zurück zum Hauptstadtclub Dynamo wechselte. Nach Stationen bei Anschi Machatschkala, PFK ZSKA Moskau, erneut Dynamo Moskau und Arsenal Tula wechselte Gabulow Anfang 2018 nach Belgien zum FC Brügge. Am 12. November 2018 beendete er nach vier Monaten Vereinslosigkeit seine aktive Karriere.
Gabulow gehörte den verschiedenen Jugend- und Juniorenauswahlen Russlands an. Für die U-21 spielte er sechs Mal. 2007 testete der russische Nationaltrainer Hiddink Gabulow als dritten Mann hinter Akinfejew und Malafejew. Bei seinem ersten Freundschaftsspieleinsatz im August 2007 gegen Polen überzeugte er den Trainer so, dass er im Wechsel mit Malafejew für den verletzten Akinfejew in den restlichen Spielen der Qualifikation zur Euro 2008 eingesetzt und später in den Kader für die Endrunde berufen wurde.

## Erfolge
- Russischer Meister: 2005, 2006.
- UEFA-Pokal 2005 – Gewinner.
- Bronzemedaille bei der Fußball-Europameisterschaft 2008